# П'ятдесят відтінків темряви (фільм)
«П'ятдесят відтінків темряви» (англ. Fifty Shades Darker) — американська еротична мелодрама режисера Джеймса Фолі, що вийшла 2017 року. Стрічка є екранізацією однойменного роману і продовженням фільму «П'ятдесят відтінків сірого» (2015). У головних ролях Дакота Джонсон, Джеймі Дорнан, Кім Бейсінгер.
Вперше фільм продемонстрували 8 лютого 2017 року у низці країн світу, а в Україні у широкому кінопрокаті початок показу фільму розпочався 9 лютого 2017 року.

## Сюжет
Після розриву стосунків з подругою Крістіанові Грею сняться нічні жахіття, які він пережив у дитинстві. Анастейша «Ана» Стіл працює помічником Джека Гайда, редактора Сіетлського незалежного видання (СНВ), який проявляє до неї інтерес. Того ж вечора вона відвідує картинну галерею Хосе Родрігеса, де її знаходить Крістіан. Знехотя вона погоджується з ним повечеряти. Крістіан говорить, що хоче повернути її, але Ана відмовляється через те, що він знову завдасть їй болю. Крістіан стверджує, що змінився, і погоджується на її умови без жодних правил та покарань, якщо вони відновлять свої стосунки.
Кілька днів потому Ану зупиняє жінка, яка має разючу схожість з нею. Пізніше Ана зустрічається з Джеком у місцевому барі. Крістіан бачить, як бос Ани фліртує з нею, забирає її і попереджає Ану про його відверті наміри. Також він говорить їй, що його компанія хоче взяти контроль над правом власності на СНВ, в якому працює Ана.
Під час сніданку з Крістаном Ана помічає ту саму жінку, яка стежила за ними. Коли вона запитує його, хто це, він не відповідає одразу. Вдома він показує їй досьє на Лейлу Вільямс, яка мала серйозні стосунки з Крістіаном. Після закінчення контракту Лейла знайшла собі чоловіка, який згодом помер. Після цього у неї стався нервовий зрив, під час якого вона переслідувала Ану та Крістіана.
Пізніше Крістіан запрошує Ану на бал-маскарад до будинку своїх прийомних батьків. Він приймає її за рабиню і веде до салону краси, щоб підготуватися до балу. Там вона бачить хатню робітницю Елену Лінкольн, давню подругу Крістіана та колишню представницю БДСМ. Ана збентежена тим, що він візьме її до ігрової кімнати і дізнається, що Крістіан був виключений з декількох шкіл через бійки і що його матір була повією. Він показує, що його матір звела рахунки з життям, після чого був доправлений до лікарні, де про нього подбала лікар Грейс Тревельян Грей та всиновила його. Елена просить Ану розірвати стосунки з Крістіаном, але та відмовляється. Прийшовши додому, вони виявляють її пошкоджену машину.
Джек хоче спокусити Ану, яка перебуває в його кабінеті. Він намагається її зґвалтувати, але Ана б'є його в пах і тікає з офісу. Дізнавшись про це, Крістіан звільняє Джека із СНВ, просить Ану переїхати до нього, і вона погоджується. Наступного дня Ана влаштовується на тимчасову роботу редактора СНВ.
Ана та Крістіан їдуть до неї на квартиру, щоб зібрати речі. Згодом з'являється Лейла і погрожує їй пістолетом. Після пострілу в стіну туди прибувають Крістіан і Тейлор та вгамовують Лейлу. Бачачи, що Крістіан задоволений собою, Ана йде і не повертається додому до пізньої ночі. Пізніше вона намагається його заспокоїти, сказавши, що їй потрібен час. Крістіан, який не хоче втрачати Ану, падає на коліна і перетворюється на сабміссива. Коли їй вдається його повернути, вони цілуються і займаються сексом. Ана чує, як Крістану наснився сон і будить його. Він просить її вийти за нього заміж і вона каже, що подумає над цим питанням.
Невдовзі Крістіан вирушає у відрядження. Його власний гелікоптер розбивається через поломку двигуна, в той час як Ана та сім'я Крістіана чекають від нього новин. Під час телерепортажу Ана дізнається, що він живий. Прибулий Крістіан робить їй пропозицію руки і серця, і вона приймає його.
На вечірці з нагоди Дня народження Крістіана Ана дивується, побачивши там Елену. Коли вони оголошують про заручини, Елена злиться і називає Ану землерийною машиною. Ана гнівно виливає на неї свій напій і просить її перестати втручатися в їхні стосунки. Крістіан підслуховує розмову і зневажливо їй говорить, що вона втягнула його у статеві стосунки. Грейс дає Елені ляпаса і наказує їй покинути будинок, в той час як Крістіан розриває стосунки з Еленою. Згодом він дарує Ані обручку, і вона приймає її. Фільм закінчується святковим феєрверком, за яким спостерігає Джек.

## У ролях
| Актор          | Персонаж             | Роль                                                           |
| -------------- | -------------------- | -------------------------------------------------------------- |
| Дакота Джонсон | Анастейша Стіл       | молода журналістка, кохана Крістіана                           |
| Джеймі Дорнан  | Крістіан Грей        | мільярдер, коханий Анастейші                                   |
| Ерік Джонсон   | Джек Гайд            | редактор «Seattle Independent Publishing», начальник Анастейші |
| Елоїза Мамфорд | Кетрін «Кейт» Кавана | найкраща подруга Анастейші                                     |
| Люк Граймс     | Елліот Грей          | зведений старший брат Крістіана, хлопець Кетрін                |
| Кім Бейсінгер  | Елена Лінкольн       | бізнес-партнерка Крістіана                                     |

## Створення фільму

### Знімальна група
- Кінорежисер — Джеймс Фолі
- Сценарист — Найл Леонард
- Кінопродюсери — Дана Брунетті, Майкл Де Лука, Е. Л. Джеймс, Маркус Вісіді
- Композитор — Денні Ельфман
- Кінооператор — Джон Шварцман
- Кіномонтаж — Річард Френсіс-Брюс
- Підбір акторів — Лерей Мейфілд, Джулі Шуберт
- Художник-постановник — Нельсон Коутс
- Артдиректори — Пітер Боднарус, Крейг Гамфріс, Джеремі Стенбрідж
- Художник по костюмах — Шей Канліф[8].

### Виробництво
Зважаючи на великий касовий успіх фільму «П'ятдесят відтінків сірого», кінокомпанія «Universal» 23 квітня 2015 року оголосила, що фільми-продовження «П'ятдесят відтінків темряви» і «П'ятдесят відтінків свободи» вийдуть у широкий кінопрокат 10 лютого 2017 року і 9 лютого 2018 року відповідно. Кінокомпанія «Universal Studios» вирішила знімати ці два фільми одночасно, про що було повідомлено у листопаді 2015 року. Знімання фільму розпочалося 9 лютого у Парижі (Франція) і мало тривати до 12 червня 2016 року. Також зйомки проходили у липні протягом декількох тижнів у Ніцці (Франція) і, за повідомленням джерел, завершились ще до терористичного акту у Ніцці. Знімання стрічки завершилось 15 квітня 2016 року.

## Сприйняття

### Оцінки і критика
Від кінокритиків фільм отримав погані відгуки: Rotten Tomatoes дав оцінку 9 % на основі 159 відгуків від критиків (середня оцінка 3,3/10). Загалом на сайті фільм має погані оцінки, фільму зарахований «гнилий помідор» від фахівців, Metacritic — 33/100 на основі 39 відгуків критиків. Загалом на цьому ресурсі від фахівців фільм отримав погані відгуки.
Від пересічних глядачів фільм отримав здебільшого погані відгуки: на Rotten Tomatoes 53 % зі середньою оцінкою 3,2/5 (23 261 голос), фільму зарахований «розсипаний попкорн», на Metacritic — 3,0/10 на основі 143 голосів, Internet Movie Database — 4,8/10 (32 135 голосів).
Юлія Ліпенцева на сайті телеканалу «24» написала, що це кіно «далеке від правди, пластикове і трохи хворе, бо ж навіщо міняти людину, коли любиш? Це так не працює у реальному житті».

### Касові збори
Під час показу в Україні, що розпочався 9 лютого 2017 року, протягом першого тижня на фільм було продано 247 075 квитків, фільм був показаний у 305 кінотеатрах і зібрав 18 458 221 ₴, або ж 760 183 $, що на той час дозволило йому зайняти 1 місце серед усіх прем'єр.
Під час показу у США, що розпочався 10 лютого 2017 року, протягом першого тижня фільм був показаний у 3 710 кінотеатрах і зібрав 46 607 250 $, що на той час дозволило йому зайняти 2 місце серед усіх прем'єр. Станом на 19 березня 2017 року показ фільму триває 38 днів (5,4 тижня), зібравши за цей час у прокаті у США 114 043 075 доларів США, а у решті світу 260 200 000 $ (за іншими даними 255 210 317 $), тобто загалом 374 243 075 доларів США (за іншими даними 369 253 392 $) при бюджеті 55 млн доларів США.

## Музика
Музику до фільму «П'ятдесят відтінків темряви» написав Денні Ельфман, саундтрек планується випустити 10 лютого 2017 року лейблом «Universal Studios and Republic Records».
| Список треків | Список треків                                      | Список треків            | Список треків |
| #             | Назва                                              | Виконавець               | Тривалість    |
| ------------- | -------------------------------------------------- | ------------------------ | ------------- |
| 1.            | «I Don’t Wanna Live Forever (Fifty Shades Darker)» | ZAYN & Taylor Swift      | 4:05          |
| 2.            | «Not Afraid Anymore»                               | Halsey                   | 3:46          |
| 3.            | «Pray (feat. Rooty)»                               | JRY                      | 3:20          |
| 4.            | «Lies In the Dark»                                 | Туве Лу                  | 3:41          |
| 5.            | «No Running From Me»                               | Toulouse                 | 3:11          |
| 6.            | «One Woman Man»                                    | John Legend              | 4:04          |
| 7.            | «Code Blue»                                        | The-Dream                | 4:45          |
| 8.            | «Bom Bidi Bom»                                     | Nick Jonas & Nicki Minaj | 3:34          |
| 9.            | «Helium»                                           | Sia                      | 4:12          |
| 10.           | «Cruise (feat. Andrew Jackson)»                    | Kygo                     | 3:44          |
| 11.           | «The Scientist»                                    | Corinne Bailey Rae       | 3:16          |
| 12.           | «They Can’t Take That Away From Me»                | José James               | 2:04          |
| 13.           | «Birthday»                                         | JP Cooper                | 3:21          |
| 14.           | «I Need a Good One (feat. Mark Asari)»             | The Avener               | 3:48          |
| 15.           | «Empty Pack of Cigarettes»                         | Joseph Angel             | 3:51          |
| 16.           | «What Would It Take»                               | Anderson East            | 3:59          |
| 17.           | «What Is Love?»                                    | Frances                  | 4:07          |
| 18.           | «On His Knees»                                     | Danny Elfman             | 2:50          |
| 19.           | «Making It Real»                                   | Danny Elfman             | 2:08          |
| 1:07:48       |                                                    |                          |               |

## Продовження
23 квітня 2015 року кінокомпанія «Universal» оголосила дату виходу у широкий кінопрокат завершального фільму трилогії — 9 лютого 2018 року.

### Виноски
1. ↑  Fifty Shades Darker (англ.). British Board of Film Classification. Процитовано 9 лютого 2017.
2. 1 2  Fifty Shades Darker: Release Info (англ.). Internet Movie Database. Процитовано 18 вересня 2016.
3. 1 2  П'ятдесят відтінків темряви. Kino-teatr.ua. Процитовано 18 вересня 2016.
4. 1 2  Anthony D'Alessandro, Nancy Tartaglione (7 лютого 2017). ‘Lego Batman’ Will Tie Down Christian Grey In U.S., But ‘Fifty Shades’ Will Smack DC Hero Around The World: Box Office Preview (англ.). Deadline.com. Процитовано 9 лютого 2017.
5. 1 2 3 4  Fifty Shades Darker (англ.). Box Office Mojo. Процитовано 19 березня 2017.
6. 1 2 3 4  Fifty Shades Darker (2017) (англ.). The Numbers. Процитовано 19 березня 2017.
7. ↑  Fifty Shades Darker (2017) (англ.). AllMovie. Процитовано 9 лютого 2017.
8. ↑  Fifty Shades Darker: Full Cast & Crew (англ.). Internet Movie Database. Процитовано 18 вересня 2016.
9. ↑  Alex Stedman (23 квітня 2015). ‘Fifty Shades’ Sequels to Be Released February 2017, 2018 (англ.). Variety. Процитовано 21 вересня 2016.
10. ↑  Justin Kroll (15 листопада 2015). ‘Fifty Shades of Grey’ Sequels to Shoot Back-to-Back (англ.). Variety. Процитовано 22 січня 2017.
11. ↑  Rebecka Schumann (5 січня 2016). ‘Fifty Shades Darker’ Movie 2016 Production Schedule, Location And Possible Smaller Budget Revealed (англ.). International Business Times. Процитовано 18 вересня 2016.
12. ↑  Variety Staff (14 липня 2016). ‘Fifty Shades’ Sequel Filming in Nice During Terrorist Attack (англ.). Variety. Процитовано 21 вересня 2016.
13. ↑  SSN Insider Staff (15 квітня 2016). On the Set for 4/15/16: Idris Elba Starts Shooting ‘The Dark Tower’, James Cameron Rolls Cameras on ‘Avatar 2’, ‘Fifty Shades Darker’ Finishes Production (англ.). SSN Insider. Архів оригіналу за 20 квітня 2016. Процитовано 20 січня 2017.
14. 1 2  Fifty Shades Darker (англ.). Rotten Tomatoes. Процитовано 19 березня 2017.
15. 1 2  Fifty Shades Darker (англ.). Metacritic. Процитовано 19 березня 2017.
16. ↑  Fifty Shades Darker (англ.). Internet Movie Database. Процитовано 19 березня 2017.
17. ↑  Юлія Ліпенцева (13 лютого 2017). "50 відтінків темряви": чому ми йдемо дивитись на нові кольори нудьги?. Телеканал «24». Архів оригіналу за 13 лютого 2017. Процитовано 15 лютого 2017.
18. ↑  Олексій Першко (14 лютого 2017). Бокс-Офіс 6 (2017): Відмінний. Kino-teatr.ua. Процитовано 15 лютого 2017.
19. ↑  Fifty Shades Darker — Ukraine Weekend Box Office (англ.). Box Office Mojo. Процитовано 18 лютого 2017.
20. ↑  Fifty Shades Darker (Original Motion Picture Soundtrack) (англ.). Apple Inc. Процитовано 2 лютого 2017.
21. ↑  Fifty Shades Darker (Original Motion Picture Soundtrack) (англ.). Allmusic. Процитовано 2 лютого 2017.
22. ↑  filmmusicreporter (11 січня 2017). ‘Fifty Shades Darker’ Soundtrack Details (англ.). Film Music Reporter. Процитовано 2 лютого 2017.
23. ↑  Fifty Shades Darker (Original Motion Picture Soundtrack) (англ.). Amazon.com, Inc. Процитовано 2 лютого 2017.
24. ↑  Alex Stedman (23 квітня 2015). ‘Fifty Shades’ Sequels to Be Released February 2017, 2018 (англ.). Variety. Процитовано 14 лютого 2017.